# Топонимия Венесуэлы

Административное деление Венесуэлы

Топонимия Венесуэлы — совокупность географических названий, включающая наименования природных и культурных объектов на территории Венесуэлы. Структура и состав топонимии обусловлены такими факторами, как состав населения, история освоения и географическое положение.

## Название страны
Согласно наиболее распространённой версии, в 1499 году испанская экспедиция во главе с Алонсо де Охеда посетила венесуэльское побережье, где обнаружила в заливе западнее полуострова Парагуана индейское селение, расположенное на сваях. Индейские хижины на сваях напомнили родину итальянскому штурману Америго Веспуччи, который был родом из Венеции, поэтому он назвал залив «Veneziola» («Маленькая Венеция») — на современных русскоязычных картах это Венесуэльский залив. Позже название «Венесуэла» было распространено на весь южный берег Карибского моря до дельты Ориноко включительно, а в 1830 году название «Венесуэла» приняла независимая республика, выделившаяся из состава Великой Колумбии. Официальное название страны — Боливариа́нская Респу́блика Венесуэ́ла (исп. República Bolivariana de Venezuela, МФА (исп.): [reˈpuβlika βoliβaˈɾjana ðe βeneˈswela]).

## Формирование и состав топонимии
По оценке О. С. Чесноковой, латиноамериканские топонимы по формально-этимологическому признаку могут быть разделены на три основные группы:
- автохтонные топонимы, происходящие из языков коренных народов;
- топонимы испанского происхождения;
- топонимы-гибриды, смесь испанских и индейских элементов[3].

Все вышеупомянутые пласты представлены в топонимии Венесуэлы. Так, в гидронимии страны имеются как аборигенные, так и испаноязычные названия.
- Анхель (исп. Salto Ángel, букв. «прыжок ангела») — самый высокий водопад в мире, был назван в честь американского лётчика Джеймса Эйнджела, который пролетел над водопадом в 1933 году. Е. М. Поспелов приводит вариант аборигенного названия Чурун-Меру, где «Чурун» — название реки, на которой он находится, «меру» — карибское «водопад»[4]. В 2009 году президент Уго Чавес в эфире 346 выпуска телепередачи Aló Presidente[исп.] назвал водопад Керепакупаи-меру (исп. Kerepakupai Meru, на пемонском языке — Kerepakupai vena, что значит «водопад глубочайшего места»), заявив при этом: «Он наш и принадлежал нам задолго до того, как Энджел прилетел сюда» (исп. Eso es nuestro, mucho antes de que Ángel llegara ahí)[5];
- Ориноко — на языке индейцев племени тамануков — «большая река»[6];
- Риу-Негру (исп. и порт. Rio Negro) — «Чёрная река»;
- Апуре (исп. Apure[7]), в верховьях Урибанте — этимология не установлена;
- Гуавьяре (исп. Río Guaviare) — этимология не установлена.

В оронимии также наличествуют названия как испанского, так и аборигенного происхождения:
- Пик 31 марта — гора на границе Венесуэлы и Бразилии, открыта в 1954 году бразильской экспедицией и получила название в честь государственного переворота этого года, который затем официально был назван «революцией 31 марта». После возвращения Бразилии к демократическому правлению в 1985 году название изменено не было. В Венесуэле гора именуется Pico Phelps;
- Пик Боливар — высочайшая вершина Венесуэлы. До официального переименования в 1934 году назывался Ла-Колумна (La Columna). Новое имя дано в честь национального героя Симона Боливара, бюст которого был установлен на вершине во время первого восхождения в 1935 году[8];
- Рорайма — название происходит от двух слов на пемонском языке: roro («сине-зелёный») и ima («великий»). Следовательно, Roraima, в зависимости от перевода, может означать «великий сине-зелёный», хотя также может означать и «катящаяся скала» или «плодородная мать потоков».

В ойконимии более чётко выражен испаноязычный пласт названий. Этимология ойконимов крупнейших городов:
- Каракас — основан испанскими конкистадорами 25 июля 1567 года на месте селения индейцев племени карака. В этот день католическая церковь отмечает память святого Яго Леонского, поэтому город получил название Сантьяго-де-Леон-де-Каракас — «(город) святого Яго Леонского и Каракасского», где Леон — название города и исторической области в Испании. Со временем от этого трёхкомпонентного названия сохранилась лишь последняя часть[9];
- Маракайбо — основан в 1529 году немецким конкистадором А. Эингером как Ной-Нюрнберг («новый Нюрнберг»), но вскоре оставлен.	Повторно основан 20 января 1571 года капитаном Алонсо Пачеко под названием Нуэва-Самора. Позже получил название от впадины Маракайбо (индейское слово, означающее «земля Мары», по имени местного вождя начала XVI века)[10];
- Валенсия — название от одноимённого испанского города, с 1812 по 1830 годы Валенсия была столицей Венесуэлы;
- Баркисимето — основан в 1552 году испанскими конкистадорами и названный ими в честь испанского города Нуэва Сеговия де Баркисимето, которое впоследствии сократилось до Баркисимето[11];
- Сьюдад-Гуаяна — основан в 1961 году как новый промышленный центр на севере богатого ресурсами региона Гвианское плоскогорье и первоначально назван Санто-Томе-де-Гуаяна, впоследствии переименован в Сьюдад-Гуаяна;
- Маракай — основан в 1701 году и, как и Маракайбо (см.), получил название в честь местного индейского вождя. Альтернативные этимологии приводят местное ароматическое дерево под названием Мара;
- Барселона — город основан в 1638 году Хуаном Орпи, выходцем из города Пьера рядом с каталонской столицей, и первоначально назван Нуэва Барселона дель Серро Санто (рус. «Новая Барселона на святом холме»);
- Сьюдад-Боливар — основан в 1764 году как Сан-Томас-де-ла-Нуэва-Гуаяна (San Tomás de la Nueva Guayana), известен также, как Ангостура (Angostura). В 1840-х годах переименован в честь Симона Боливара;
- Турмеро — название от гидронима реки Турмеро, на которой он расположен;
- Сан-Кристобаль — основан в 1561 году конкистадором Хуаном де Мальдонадо, назван в честь святого Христофора.

## Топонимическая политика
Вопросами топонимической политики в Венесуэле занимается Боливарианский институт географии Венеусэлы (исп. Instituto Geografico de Venezuela Simon Bolívar), созданный в 1989 году.